# NGC 7561
NGC 7561 — звезда в созвездии Рыбы.
Этот объект входит в число перечисленных в оригинальной редакции «Нового общего каталога».